# علیفه (روستا)
 علیفه  (در عربی:  العَلّیفْة )
نام روستایی است در دهستان بیت العِمّاد از توابع استان اِب در کشور یمن در شبه جزیره عربستان.

## جمعیت
جمعیت آن (۶۰ ) نفر (۹ خانوار) می‌باشد.